# Équipe d'Uruguay de football à la Copa América 1937
L'équipe d'Uruguay de football participe à sa 13e Copa América lors de cette édition 1937 qui a eu lieu à Buenos Aires en Argentine du 27 décembre 1936 au 1er février 1937.

## Résultats

### Classement final
Les six équipes participantes sont réunies au sein d'une poule unique où chaque formation rencontre une fois ses adversaires. À l'issue des rencontres, l'équipe classée première remporte la compétition.
|   | Équipe    | Pts | J | G | N | P | BP | BC | Diff |
| - | --------- | --- | - | - | - | - | -- | -- | ---- |
| 1 | Brésil    | 8   | 5 | 4 | 0 | 1 | 17 | 9  | +8   |
| 2 | Argentine | 8   | 5 | 4 | 0 | 1 | 12 | 5  | +7   |
| 3 | Uruguay   | 4   | 5 | 2 | 0 | 3 | 11 | 14 | -3   |
| 4 | Paraguay  | 4   | 5 | 2 | 0 | 3 | 8  | 16 | -8   |
| 5 | Chili     | 3   | 5 | 1 | 1 | 3 | 12 | 13 | -1   |
| 6 | Pérou     | 3   | 5 | 1 | 1 | 3 | 7  | 10 | -3   |

| 2 janvier 1937  | Paraguay | 4 | 2 | Uruguay   |
| 6 janvier 1937  | Uruguay  | 4 | 2 | Pérou     |
| 10 janvier 1937 | Chili    | 3 | 0 | Uruguay   |
| 19 janvier 1937 | Brésil   | 3 | 2 | Uruguay   |
| 23 janvier 1937 | Uruguay  | 3 | 2 | Argentine |

### Matchs
| 2 janvier 1937                                                                                                | Paraguay                                               | 4 – 2 | Uruguay         | Stade Gasómetro (Buenos Aires)                             |                                                            |
| | A. Ortega 9e, 79e · A. González 35e · Erico 38e (pen.) | (3 - 2) | Varela 16e, 28e | Spectateurs : 35 000 Arbitrage : Virgílio Antônio Fedrighi | Spectateurs : 35 000 Arbitrage : Virgílio Antônio Fedrighi |
| M. González - Invernizzi, Olmedo - Ayala, M. Ortega, Romero - Etcheverry, Erico, A. González, A. Ortega, Flor | Équipes                                                | Besuzzo - Seoane, Muñiz - Andriolo, Galvalisi ( 80e Olivera), Chanes - Castro, Varela, Borges, Villadóniga, Ithurbide ( 70e Camaití) |                 | Spectateurs : 35 000 Arbitrage : Virgílio Antônio Fedrighi | Spectateurs : 35 000 Arbitrage : Virgílio Antônio Fedrighi |

| 6 janvier 1937 | Uruguay                                   | 4 – 2 | Pérou                             | Stade Gasómetro (Buenos Aires)                  |                                                 |
| | Camaití 16e · Varela 31e, 56e · Píriz 79e | (2 - 2) | T. Fernández 29e · Magallanes 40e | Spectateurs : 20 000 Arbitrage : Alfredo Vargas | Spectateurs : 20 000 Arbitrage : Alfredo Vargas |
| Ballestrero ( 46e Besuzzo) - Cadilla, Muñiz - Martínez, Olivera, Chanes - Castro ( 46e Píriz), Varela, Chirimini, Roselli, Camaití | Équipes                                   | Huby - A. Fernández, Soria ( Del Río) - Tovar, Castillo, Jordán - Lavalle, Magallanes, T. Fernández, J. Alcalde, Morales |                                   | Spectateurs : 20 000 Arbitrage : Alfredo Vargas | Spectateurs : 20 000 Arbitrage : Alfredo Vargas |

| 10 janvier 1937 | Chili                         | 3 – 0 | Uruguay | Stade Gasómetro (Buenos Aires)                         |                                                        |
| | Toro 17e, 83e · Arancibia 59e | (1 - 0) |         | Spectateurs : 18 000 Arbitrage : José Bartolomé Macías | Spectateurs : 18 000 Arbitrage : José Bartolomé Macías |
| Cabrera - Cortés, Córdova - Montero, Riveros, Ponce - Torres, Carmona ( Ojeda), Toro, Avendaño, Avilés ( Arancibia) | Équipes                       | Besuzzo - Seoane, Muñiz - Martínez, Olivera ( 46e Chanes), Carreras - Píriz ( 85e), Varela, Chirimini ( 46e Roselli), Villadóniga, Camaití |         | Spectateurs : 18 000 Arbitrage : José Bartolomé Macías | Spectateurs : 18 000 Arbitrage : José Bartolomé Macías |

| 19 janvier 1937 | Brésil                                       | 3 – 2 | Uruguay                     | Stade Gasómetro (Buenos Aires)                         |                                                        |
| | Carvalho Leite 36e · Bahía 72e · Niginho 77e | (1 - 1) | Villadóniga 1re · Píriz 66e | Spectateurs : 35 000 Arbitrage : José Bartolomé Macías | Spectateurs : 35 000 Arbitrage : José Bartolomé Macías |
| Jurandir - Carnera, Jaú - Tunga, Brandão ( Zarzur), Afonsinho - Roberto, Luizinho ( Bahía), Carvalho Leite ( Niginho), Tim, Patesko | Équipes                                      | Ballestrero - Cadilla, Muñiz - Martínez, Galvalisi, Carreras - Roselli, Varela, Ithurbide ( 76e Castro), Villadóniga, Camaití ( 46e Píriz) |                             | Spectateurs : 35 000 Arbitrage : José Bartolomé Macías | Spectateurs : 35 000 Arbitrage : José Bartolomé Macías |

| 23 janvier 1937 | Uruguay                               | 3 – 2 | Argentine                | Stade Gasómetro (Buenos Aires)                  |                                                 |
| | Ithurbide 5e · Píriz 51e · Varela 58e | (1 - 0) | Varallo 63e · Zozaya 68e | Spectateurs : 60 000 Arbitrage : Alfredo Vargas | Spectateurs : 60 000 Arbitrage : Alfredo Vargas |
| Ballestrero ( 46e Besuzzo) - Cadilla, Muñiz - Martínez, Galvalisi, Carreras - Roselli, Varela, Ithurbide, Villadóniga ( 75e Borges), Camaití ( 19e Píriz) | Équipes                               | Estrada - Tarrío, Iribarren - Sastre, Lazzatti ( 59e Minella), Martínez ( 76e Colombo) - Peucelle, Varallo, De la Mata ( 46e Zozaya), Scopelli, García |                          | Spectateurs : 60 000 Arbitrage : Alfredo Vargas | Spectateurs : 60 000 Arbitrage : Alfredo Vargas |

## Navigation